# 光州無等総合競技場
光州無等競技場（クァンジュムドゥンきょうぎじょう、광주무등경기장）は韓国の光州広域市にある総合運動場。施設は多目的競技場や野球場、総合体育館、乗馬場、アーチェリー場、テニスコートがある。
かつては水泳場があったが2008年に閉鎖され、多目的競技場は2011年末より解体され、跡地には起亜タイガースの新本拠地である「光州起亜チャンピオンズフィールド」が作られた。(2014年春完成)。1988年開催のソウル五輪ではサッカー予選会場としても使用された。